# Robres
Robres es un municipio de España en la provincia de Huesca, comunidad autónoma de Aragón y comarca de los Monegros. El término municipal tiene un área 64,57 km² con una población de 541 habitantes (INE 2018) y una densidad de 8,69 hab/km².

## Historia
Las primeras referencias que se tienen de Robres son de 1118, cuando el rey Alfonso el Batallador conquistó también Almudévar, el castillo de Salcey (La Paúl), Sariñena y Zuera, en la campaña de Zaragoza. En 1258 Jaime I entregó a Blasco de Maza los castillos y villas de Grañén y Robres, las cuales posteriormente fueron dadas como señoríos de baronías a Pedro I de Ayerbe, primer barón de Ayerbe y Arnueso. El 20 de noviembre de 1646 la villa fue donada por Felipe IV a Bernardo de Pons y Turell, primer conde de Robres.
No hay otras menciones hasta la Guerra de la Independencia. El ejército francés estuvo a punto de capturar a Francisco Espoz y Mina en Robres, el 23 de abril de 1812. Como consecuencia, Francisco Espoz y Mina fusiló al guerrillero José Tris "El Malcarau" junto a su ayudante italiano en Alcubierre .
El nombre de Robres está ligado a los estilos de la jota aragonesa, típicos de la zona. Existe un baile típico que se celebra en la romería de la Virgen de Magallón, de Leciñena, patrona también de Robres. Los danzantes entran en pleno paloteo dentro de la iglesia y se acercan hasta el altar, para situarse frente al mismo a excepción de los turcos, que se ponen de espaldas. Posteriormente, el dance es interpretado en la puerta de la ermita.

## Administración y política
| Período   |  | Alcalde               | Partido |  |
| --------- |  | --------------------- | ------- |  |
| 1979-1983 |  | Pascual Gracia Malo   | Ind.    |  |
| 1983-1987 |  |                       |         |  |
| 1987-1991 |  |                       |         |  |
| 1991-1999 |  | Pedro Granged Navarro | Ind.    |  |
| 1999-2003 |  |                       |         |  |
| 2003-2007 |  |                       |         |  |
| 2007-2011 |  | Antonio Luna Oto      | PAR     |  |
| 2011-2015 |  | Antonio Luna Oto      | PAR     |  |
| 2015-2019 |  | Olga Brosed Huerto    | PSOE    |  |
| 2019-2023 |  | Olga Brosed Huerto    | PSOE    |  |
| 2023-2027 |  | Álvaro Domec López    | PP      |  |

| Partido político    | Partido político                                   | 2003   | 2007   | 2011   | 2015   | 2019   | 2023   |
| Partido político    | Partido político                                   | Ediles | Ediles | Ediles | Ediles | Ediles | Ediles |
|                     | Partido de los Socialistas de Aragón (PSOE-Aragón) | 3      | 2      | 2      | 4      | 4      | 3      |
|                     | Partido Popular de Aragón (PP)                     | 2      | —      | 1      | 3      | 3      | 4      |
|                     | Partido Aragonés (PAR)                             | 2      | 5      | 4      | —      | —      | —      |
| Total de concejales | Total de concejales                                | 7      | 7      | 7      | 7      | 7      | 7      |

## Demografía
Robres cuenta con una población de 531 habitantes (INE 2024).
| Gráfica de evolución demográfica de Robres entre 1842 y 2021                                                        |
| |
| Población de derecho según los censos de población del INE Población de hecho según los censos de población del INE |

Su población se ha visto disminuida por la emigración a las grandes ciudades .En 1999 había 683 habitantes. Hay una zona compuesta por 26 calles que es la principal zona donde habitan la mayoría de la población. Un diseminado que es sólo una vivienda fuera de la zona urbana. El número de viviendas habitadas aproximadamente es de 225 y unas 100 viviendas vacías.

## Cultura

### Patrimonio

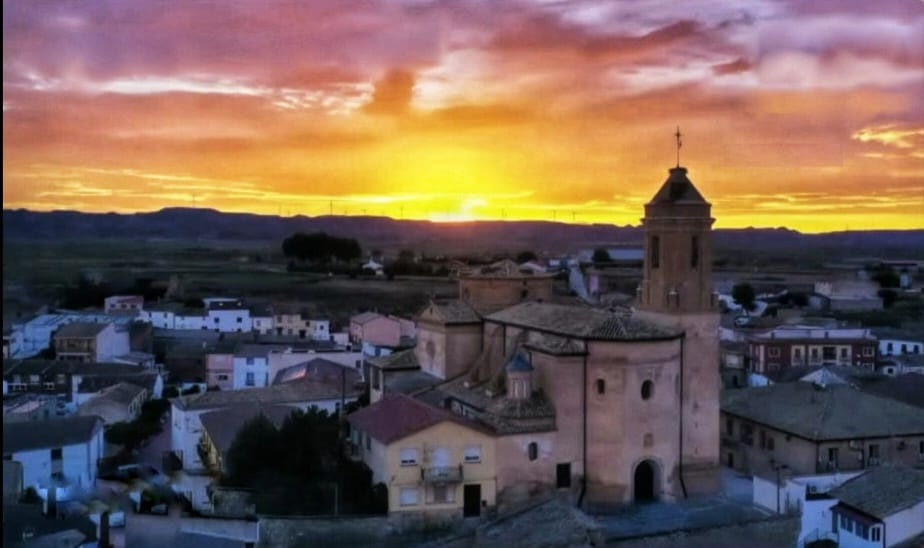

La iglesia de Nuestra Señora la Virgen de la Asunción de la localidad de Robres. En el año 2001, Lourdes Gracia Martínez fundó la Cofradía de María Santísima de los Dolores y Cristo Yacente, en la que actualmente sigue activa acompañada por el grupo grupo de tambores y bombos.

### Fiestas
Las fiestas patronales son el 3 de febrero, en honor de San Blas. El 15 de agosto se celebra Nuestra Señora la Virgen de la Asunción. Ambas fiestas duran aproximadamente cuatro días, dependiendo de si caen en fin de semana. También son días festivos San Gregorio y San Isidro, el 9 y el 15 de mayo respectivamente. Además, la víspera de San Fabián, el 19 de enero, los vecinos de cada calle del pueblo organizan hogueras, cenando a su alrededor y saltando sobre ellas cuando menguan.

### Deporte

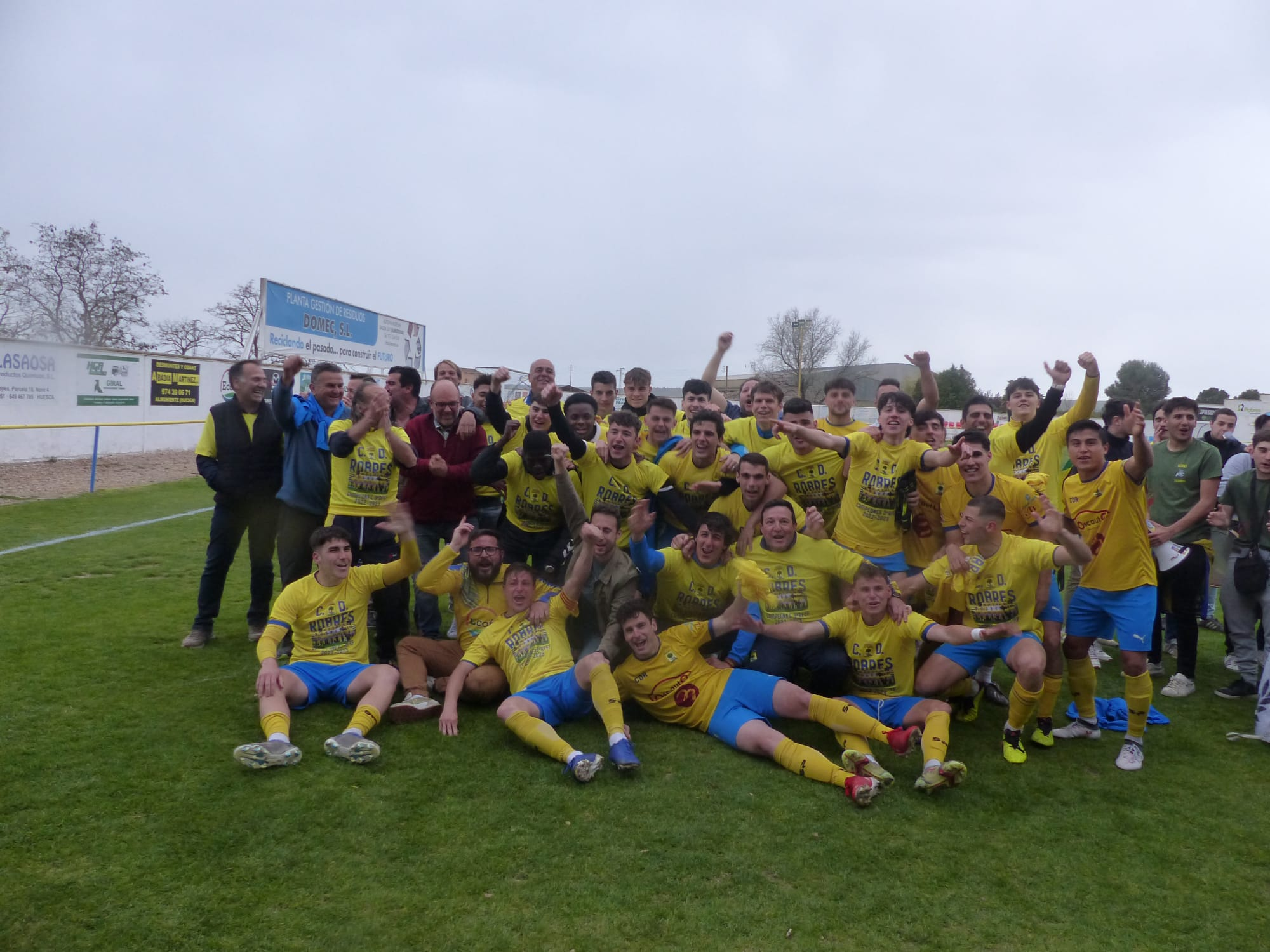
Directiva del Club Deportivo Robres junto a la plantilla que en la temporada 2022-2023 logro el mayor logro del club, quedar primero en el Grupo XVII de la Tercera Federación,

El club deportivo Robres actualmente cuenta con dos equipos de futbol posicionados en diferentes categorías. El futbol en una insignia del pueblo pues cada domingo los vecinos se reúnen en el San Blas para ver jugar ya sea al CD Robres(categoría regional) o al CD Robres "B"(categoría 2preferente)

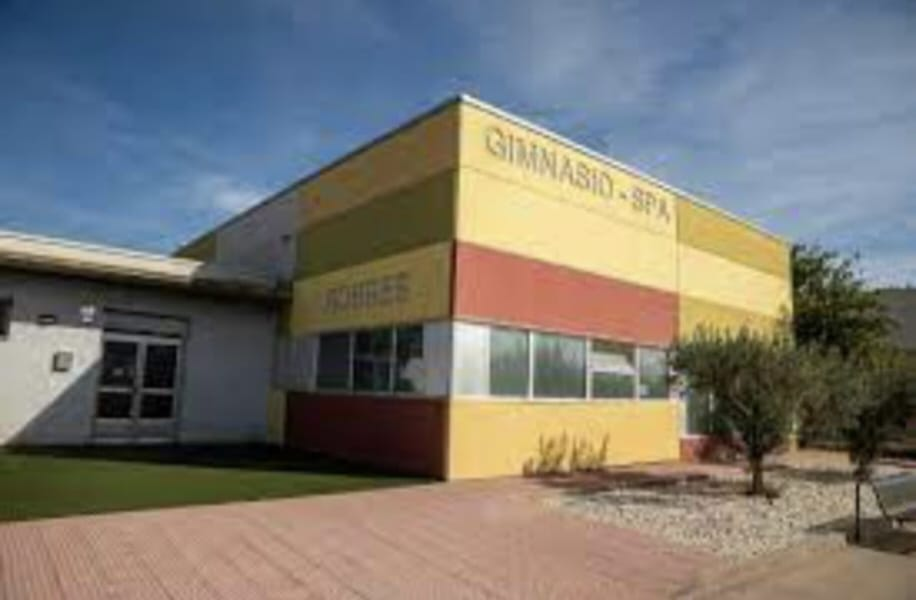

El Gimnasio-Spa de Robres, fundado en 2012, es un centro deportivo municipal pionero en la Comarca de Los Monegros, además de uno de los lugares más importantes de la localidad robresina. Entre otras actividades y espacios el gimnasio incluye gimnasio, piscina climatizada, sauna, jacuzzi, sala de máquinas y salas de actividades dirigidas.

### Teatro de Robres
El grupo de Teatro de Robres lo fundó Luis Casáus en 1989. La compañía ha realizado más de 900 representaciones y recibido 20 premios nacionales.
Actualmente en la propia localidad de robres, el Teatro de Robres esta creando un corral de comedias que imitará la estructura y la estética de los antiguos teatros de los siglos XVI y XVII, con el fin último de convertirse en una joya arquitectónica y cultural de la provincia. 
Romance dedica al futuro Corral de Comedias escrito por Jesús Castiella

### Festival de la Oralidad
Desde 2002 tiene lugar todos los veranos el Festival Internacional de la Oralidad Villa de Robres.

### Centro de Interpretación de la Guerra Civil
El Centro de Interpretación de la Guerra Civil en Aragón, ubicado en el edificio rehabilitado de las antiguas escuelas de la localidad y cedido por el Ayuntamiento con este fin, fue inaugurado en 2006. En 2019 recibió cerca de dos mil visitantes, y muestra objetos, textos e imágenes del periodo de la Segunda República, la Guerra Civil y el Franquismo.

### Museo Etnológico
Actualmente en Robres existen dos museos etnológicos. 
El primero de los dos es de dominio municipal y esta enfocado en homenajear a los artesanos del siglo XX que trabajaban materiales tales como la madera, el hierro y el cuero. Entre estos artesanos destacan:
- Carreteros:
- Carpinteros.
- Herreros:
- Guarnicioneros y zapateros: Ambas profesiones trabajan el cuero, aunque la diferencia entre ambos se basa en las distintas herramientas y técnicas que utilizaban en función del objeto a trabajar

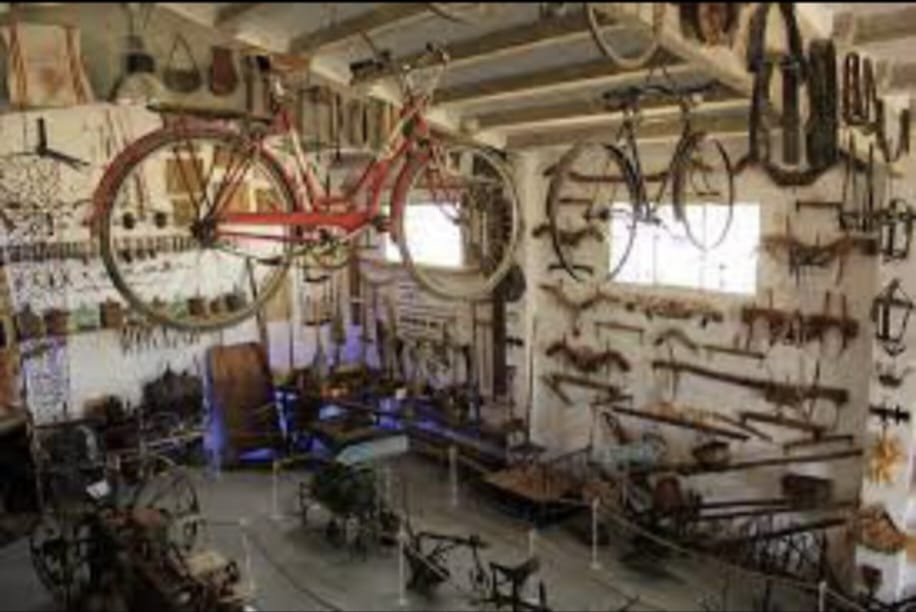

El segundo museo etnológico es uno de dominio privado. Su dueño es Julio Maza, vecino de la localidad de Robres, el cual a lo largo de su vida ha ido recopilando una colección compuesta por unas 6.000 piezas, objetos, herramientas y antigüedades "descatalogadas" hoy en día en el mundo rural, pero, que en un pasado tuvieron una gran importancia o valor.

### Dance de Robres
Actualmente Robres posee el grupo del Dance de Embajadores de Robres conformados por vecinos del propio municipio de robres, el cual desde hace más de 45 años el último domingo del mes de mayo homenajean la romería que hace más de 100 años los habitantes de la localidad robresina y realizan en honor a la Virgen de Magallón. El acto realizado por los danzantes se divide en dos partes, una parte teatral que representa una batalla entre moros y cristianos que ocurrió cerca del Monasterio en honor a la Virgen de Magallón. Y el propio dance en si en el cual los danzantes entran en pleno paloteo dentro de la iglesia y se acercan hasta el altar, para situarse frente al mismo a excepción de los turcos, que se ponen de espaldas. Posteriormente, el dance es interpretado en la puerta de la ermita. Además en relación con el dance en unos estudios recientes se ha determinado que Robres posee la gaita más antigua de Aragón

### El Pimendón
El Pimendón, es el periódico local de Robres, el cual recopila y recoge las noticias y acontecimientos más importantes que han ocurrido en la propia localidad de Robres o que de alguna manera guardan relación con esta. Esta revista cuenta ya con 179 publicaciones desde su creación hace 35 años. El nombre del periódico se debe a una loma, situada en el sur del casco urbano de Robres, donde antiguamente solía ser un lugar donde los niños de la localidad se reunían y jugaban.
Tal y como nombra su director, Pedro Olivan," El Pimendón nació a partir de las inquietudes de dos o tres grupos de jóvenes, con estudios, sensibilidad y afán de compromisos socioculturales, a la vez que un clima de nuevo estilo de gestión democrática en Robres, propiciaron ese caldo de cultivo necesario para que pudiera nacer este proyecto sociocultural".